# Халфська культура
Халфська культура — археологічна культура, що існувала на терені Єгипту та Нубії близько 18000-15000 до н. е. (Згідно з однією з найсміливіших датувань, один з пам'ятників датується 24 000 до н. е. або раніше).

## Історія
Походить від попередньої хормуської культури, яка базувалася на спеціалізованому полюванні, рибальстві та збиральництві. Матеріальна культура представлена в основному кам'яними виробами, відщепами та безліччю наскельних малюнків. Хормуська культура зникла близько 16000 до н. е., що збіглося з розвитком в регіоні інших культур, в тому числі культури Джемайя.
Джерелом їжі для носіїв культури були стада домашніх тварин. Також вони продовжували хормуську традицію рибного лову. Хоча виявлена лише невелика кількість стоянок халфської культури і вони невеликі за розмірами, концентрація артефактів досить велика, що вказує на осілий спосіб життя, а не сезон поселення, звичайний для верхньопалеолітичних і мезолітичних культур.
По своїй промисловості є батьківською для іберо-мавританської, яка поширилася через Сахару на захід до Іспанії.